# Monterey-Zypresse
Die Monterey-Zypresse (Cupressus macrocarpa, Syn.: Cupressus lambertiana Carr., Cupressus hartwegii Carr., Hesperocyparis macrocarpa (Hartw.) Bartel), auch Großfrüchtige Zypresse genannt, ist eine immergrüne Baumart der Gattung der Zypressen (Cupressus). Sie stellt die größte der kalifornischen Zypressenarten dar.

## Beschreibung

### Habitus

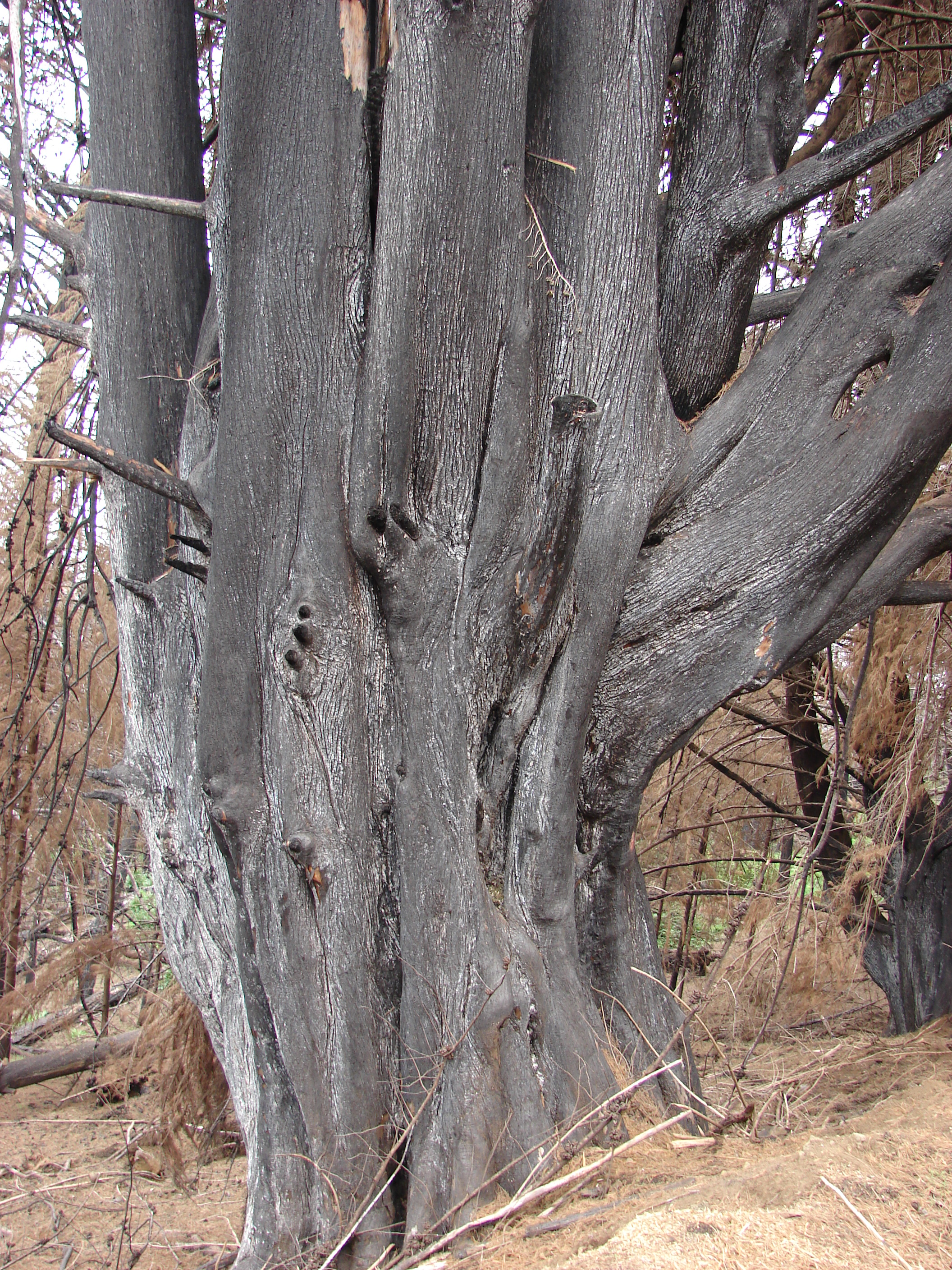
Stamm

Die Monterey-Zypresse ist ein mittelgroßer, immergrüner Baum, der als Ergebnis der starken Winde am Naturstandort eine sehr variable Gestalt hat. Die dichte Krone ist flach und weit ausladend. Er erreicht Wuchshöhen von etwa 20 bis 25 Meter und Brusthöhendurchmesser von bis zu 60 Zentimeter, selten 1 Meter oder mehr. Unter idealen Wuchsbedingungen in Kultur erreicht der Baum Wuchshöhen von bis zu 34 Meter und Brusthöhendurchmesser von bis zu 3 Meter. Jungbäume, die von der Küste entfernt sind, wachsen geradschaftig und bilden eine mehr oder weniger konisch geformte Krone aus. Sie sind symmetrisch beastet. Die Äste stehen spitz- oder rechtwinkelig vom Stamm ab und können sich bogig aufrichten. An windexponierten und von der Gischt ausgesetzten Orte wächst die Monterey-Zypresse unregelmäßig und nimmt krumme und knorrige Formen an.

### Belaubung

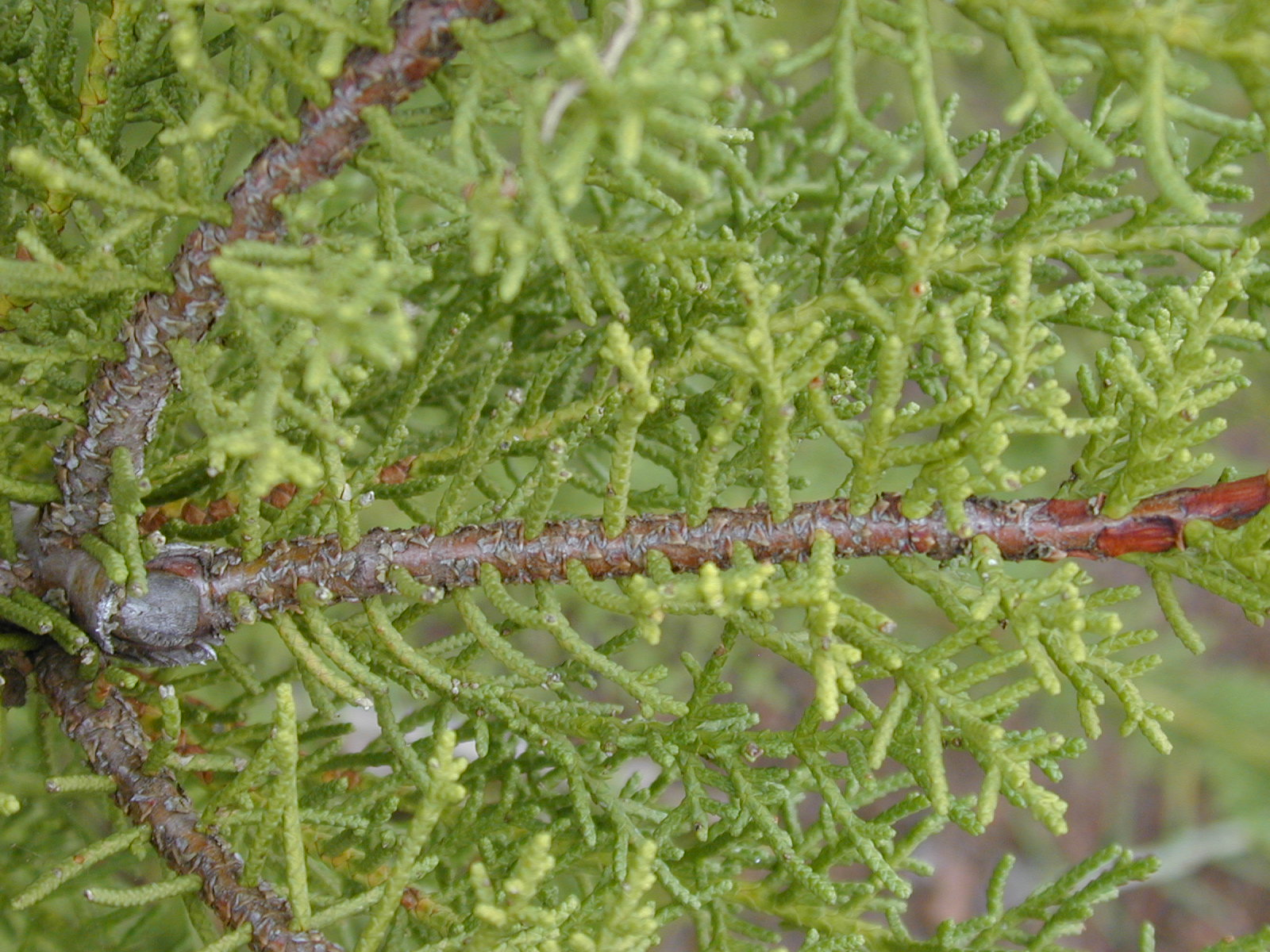
Zweig mit Blättern

Die schuppenförmigen und dreieckigen Blätter sind bei jungen Bäumen zwischen 2 und 10 Millimeter lang und 3 bis 4 Millimeter breit. Bei Altbäumen stehen sie dachziegelartig übereinander und werden nur rund 1 Millimeter lang. Sie sind dunkelgrün gefärbt und besitzen einen stumpfen oder spitzen Apex. Man findet sie paarig angeordnet an 8 bis 15 Millimeter langen jungen Zweigen. Junge zerriebene Blätter duften nach Zitrone. Bis zu einem Alter von einem Jahr haben die Sämlinge nadelartige, 4 bis 8 Millimeter lange Blätter.

### Rinde
Kräftige Stämme und Äste ab einem Durchmesser von 20 Zentimeter besitzen eine aschgraue, dicke und faserige Borke die oberflächlich gefurcht ist. Äste unter 20 Zentimeter besitzen eine kräftig braun gefärbte Rinde. Die hellbraune innere Rind weist einen hohen Harzgehalt auf.

### Blüten, Zapfen und Samen

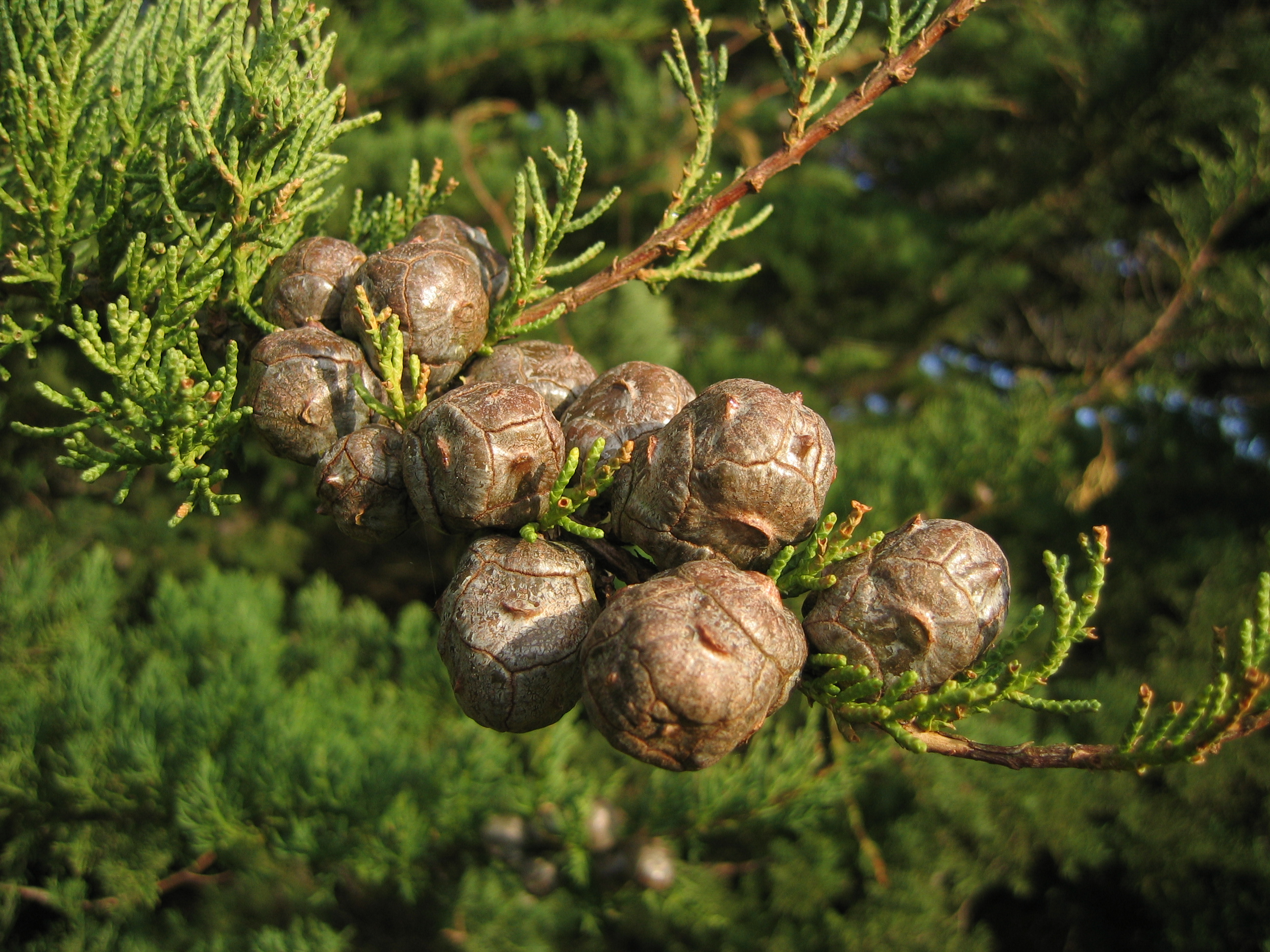
Reife Zapfen

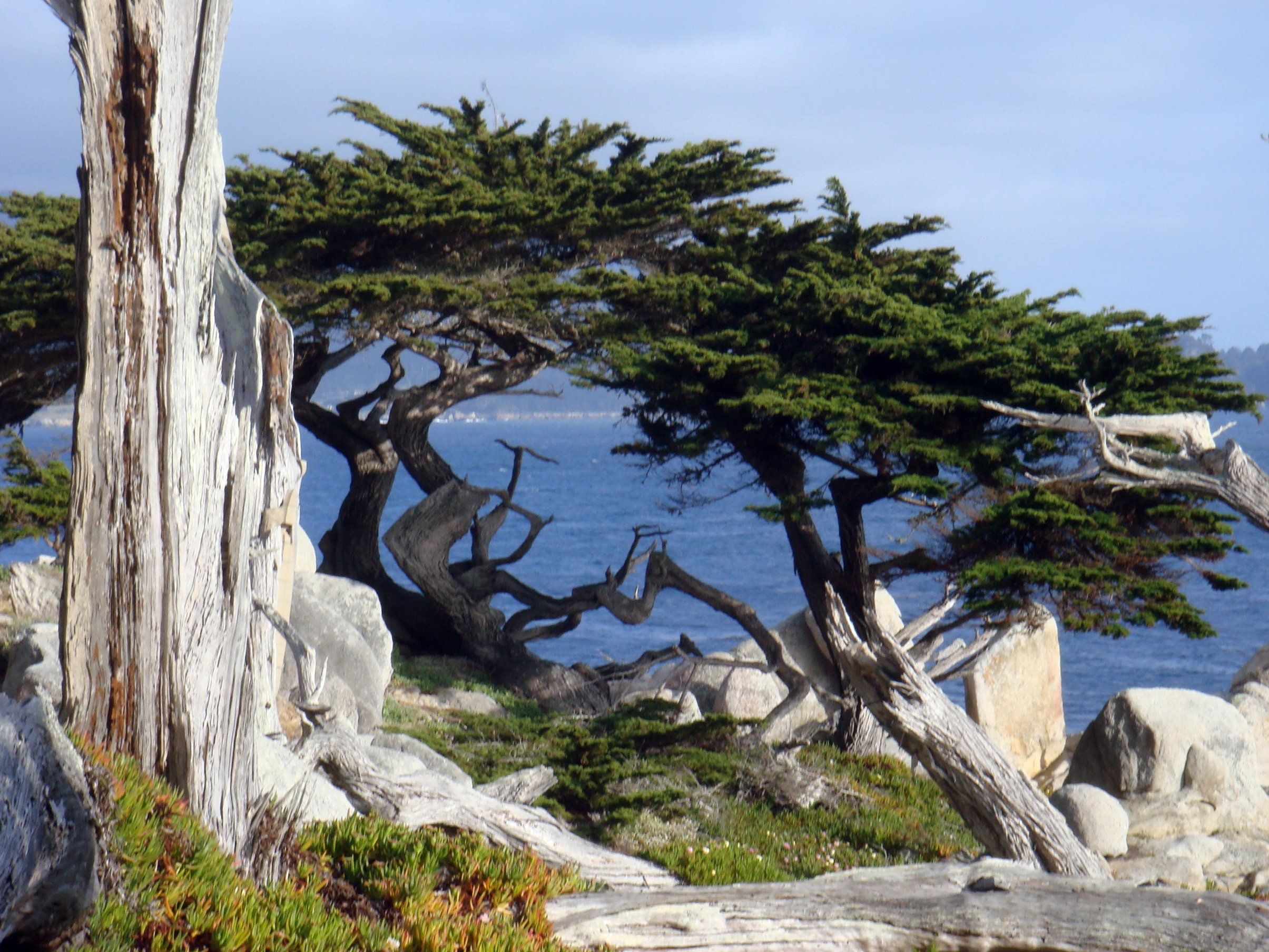
Monterey-Zypresse (Cupressus macrocarpa)

Die Monterey-Zypresse ist einhäusig getrenntgeschlechtig (monözisch). Die Blütezeit reicht von Februar bis März. Die anfangs hellgrünen, später braunen männlichen Blütenzapfen sind 3 bis 6 Millimeter lang und erreichen einen Durchmesser von 2 bis 3 Millimeter. Sie stehen endständig an kurzen Zweigen und werden in großer Zahl gebildet. Jeder Blütenzapfen enthält 6 bis 10 Pollensäcke. Die weiblichen Blütenzapfen stehen in Gruppen, selten einzeln an den Enden von kurzen Trieben. Sie bestehen aus 8 bis 12 Samenschuppen und erreichen am Ende der ersten Vegetationsperiode einen Durchmesser von 10 bis 15 Millimeter. Jede Zapfenschuppe bildet in der Mitte einen gekrümmten, etwa 2 Millimeter langen Dorn aus. Die Zapfen nehmen im 2. Jahr eine kugelige bis ovale Form an. Sie sind zwischen 25 und 40 Millimeter lang und bestehen aus 6 bis 14 Zapfen-Schuppen. Sie sind zuerst grün färben sich zur Reife hin aber braun. Jeder Zapfen enthält zwischen 140 und 150 Samen. Die dunkelbraunen Samen sind unregelmäßig geformt und zwischen 5 und 6 Millimeter breit und 2 bis 3 Millimeter dick. Sie besitzen einen auffälligen flügelartigen Rand. Das Tausendkorngewicht liegt bei rund 7,5 Gramm.

### Chromosomenzahl
Die Chromosomenzahl beträgt 2n = 22.

### Holz
Das helle gelblich-braune Kernholz hebt sich farblich nur wenig vom Splintholz ab. Das Kernholz ist bei langsamwüchsigen Bäumen schwer und von feiner Struktur. Bei raschwüchsigen Bäumen ist es grobfaserig. Das Holz ist ein gutes Bauholz, besitzt aber nur eine geringe Dauerhaftigkeit bei Bodenkontakt. Die Rohdichte beträgt 0,40 g/cm³. Es hat einen geringen Harzgehalt.

## Verbreitung und Standort
Die Monterey-Zypresse kommt endemisch in der zentralen Küstenregion von Kalifornien vor. Natürliche Vorkommen gibt es nur in zwei kleinen Populationen bei Monterey und Carmel-by-the-Sea. Aufgrund dieses kleinen Verbreitungsgebietes wird die Art in der Roten Liste der IUCN als „gefährdet“ geführt. Die beiden Haine sind durch die Point Lobos State Reserve und den Del Monte Forest geschützt. Die größere der beiden Populationen befindet sich im Point Lobos State Reserve und hat eine Länge von circa 3 Kilometern und eine Breite von circa 200 Metern und bestand früher aus etwa 10.000 Zypressen die aber zum Großteil vom Menschen gefällt wurden. Sie wird fast weltweit künstlich angepflanzt. Erfolgreiche Anbaugebiete befinden sich in Süd- und Ostafrika, in Neuseeland, Australien, auf Hawaii, in Chile und in Argentinien.
Der natürliche Standort ist durch ein maritimes, mildes und wolkenreiches Klima mit nahezu immer vorhandenen Küstennebel gekennzeichnet. Ein Großteil der natürlichen Bestände befinden sich so nahe an der Küste, dass sie unter ständiger Einwirkung der Gischt stehen. Sie besiedelt frische wie trockene nährstoffreiche Granit- und Kalkverwitterungsböden. Sie verträgt keine Staunässe. Die Niederschläge sollten nicht unter 350 mm pro Jahr liegen. Die Art ist bis zu einer Temperatur von −12 °C, in Ausnahmefällen bis zu −15 °C, winterhart. Es werden Mischbestände mit der Monterey-Kiefer (Pinus radiata) und Cupressus goveniana gebildet.

## Nutzung
Das Holz der Monterey-Zypresse eignet sich gut als Bauholz, hat aber nur eine geringe Dauerhaftigkeit bei Bodenkontakt.
Sie ist als Zierbaum kultiviert worden, sowohl entlang der kalifornischen Küste, als auch in anderen  Gebieten mit ähnlich kühlen Sommern und milden Wintern (zum Beispiel Großbritannien, dem westlichen Oregon und Neuseeland, wo sie sich eingebürgert hat). In Europa wurde sie erstmals im Jahre 1838 angebaut. An der Atlantikküste und gelegentlich auch an der Mittelmeerküste Europas wird sie als Windschutz angebaut und ist in dieser Funktion an den Meeresküsten nur schwer durch andere Baumarten zu ersetzen.
In Neuseeland, dort heißt sie Macrocarpa, wird sie oft als Schattenbaum in Farmen angebaut, oft in Reihen oder „Schattengürteln“.
Wegen der hohen Austriebskraft nach einem Rückschnitt eignen sich Macrocarpa-Hecken für die Biomasseproduktion.

## Krankheiten und Schädlinge
Bei Anpflanzung in Gebieten mit heißen Sommern hat sich die Pflanze als hochgradig empfindlich gegen „Zypressenkrebs“ – eine durch den Pilz Seridium cardinale verursachte Krankheit – erwiesen und überlebt selten mehr als einige wenige Jahre. Der Zypressenkrebs trat erstmals 1928 in Kalifornien auf und hat große Teile der heimischen Bestände vernichtet. Es blieben nur Bäume in unmittelbarer Küstennähe verschont. Diese Erkrankung ist an Orten mit kühlen Sommern jedoch kein Problem. Weitere Pilzparasiten sind die Arten Phomopsis juniperovora und Pestalotia funera sowie die Gattung Corticium die regional in den Anbaugebieten Verluste hervorrufen. An Schadinsekten werden der Wickler Epinotia subviridis, die Triebmotte Argyresthia cupressella, die Baumlaus Cinara cupressi sowie der Borkenkäfer Phloeosinus aubei genannt.

## Systematik

### Varietäten
Trotz des kleinen Verbreitungsgebietes unterscheidet man bei der Art eine Reihe von Varietäten:
- Cupressus macrocarpa var. angulata Lemm. besitzt langgestreckte Zapfen die aus 10 bis 16 Schuppen bestehen.
- Cupressus macrocarpa var. crippsii R.Sm. besitzt silbrig-weiße Blätter.
- Cupressus macrocarpa var. fastigiata (Carrière) Anon. besitzt aufsteigende Äste
- Cupressus macrocarpa var. lutea Webster weist eine Baumkrone mit gelber Belaubung auf.
- Cupressus macrocarpa f. pygmaea A.B.Jacks. ist eine Zwergform und wächst als kompakter Strauch.
- Cupressus macrocarpa variegata Van Geert typische Form die eine bunte Belaubung aufweist.

### Hybride
Die Monterey-Zypresse ist einer der Elternteile des schnellwüchsigen Hybriden Leyland-Zypresse (Cupressus × leylandii), der aus einer natürlichen Kreuzung mit der Nootka-Scheinzypresse (Callitropsis nootkatensis) hervorgegangen ist. Sie ist anders als die Monterey-Zypresse weniger anfällig für den Erreger des Zypressenkrebses.